# Arab On Radar
Arab on Radar est un groupe de noise rock américain, originaire de Providence, dans le Rhode Island. Il est formé au milieu des années 1990 et dissous en 2002. Après leur séparation, les membres du groupe forment The Chinese Stars, Athletic Automaton, et Made in Mexico.

## Biographie
Le premier concert d'Arab on Radar se fait à la cafétéria du campus du Rhode Island College. Le groupe ouvre aussi pour Marilyn Manson au club de Providence appelé Babyhead, où ils seront chassés par une foule en colère. Le style musical du groupe à ses débuts Arab on Radar comprend des bass grooves répétés, de beats en 4/4, et de guitares distordues. Après le départ d'Andrea Fiset, le groupe développe un son plus abstract. Le groupe se sépare en 2002.
Leur label Three One G publie un DVD, Sunshine for Shady People en 2008. Il comprend un documentaire et des tournages en coulisse. La couverture d'All of Arab est réalisée par Matt Brinkman. Le 13 avril 2010, Justin Pearson annonce sur Facebook le retour du groupe. Le 26 avril 2010, Skin Graft Records annonce leur apparition au Dude Fest 2010, avec d'autres dates de tournées qui suivront.
En février 2017, le guitariste d'Arab on Radar, Jeff Schneider (aka Mr. Clinical Depression) publie l'histoire du groupe dans un mémoire appelé Psychiatric Tissues qui détaille les tournées, enregistrements et performances.

## Membres
- Eric Paul (Mr. Post Traumatic Stress Disorder, Mr. Pottymouth) - voix
- Steve Mattos (Mr. Type A) - guitare
- Jeff Schneider (Mr. Clinical Depression) - guitare
- Craig Kureck (Mr. Obsessive Compulsive Disorder) - batterie
- Andrea Fisset - basse (1995-1999)

## Discographie
- 1997 : Kangaroo (single)
- 1997 : Queen Hygiene II
- 1998 : Swimming with a Hard-On (single)
- 1998 : Rough Day at the Orifice
- 1999 : Split single avec The Locust
- 1999 : Soak the Saddle
- 2001 : Yahweh or the Highway
- 2003 : The Stolen Singles